# Terminal High Altitude Area Defense

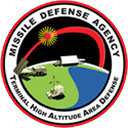
logo programu Terminal High Altitude Area Defense.

Terminal High Altitude Area Defense (THAAD) – amerykański rakietowy system antybalistyczny stanowiący element ostatniej warstwy obrony amerykańskiego programu antyrakietowego. Jego zadaniem jest przechwytywanie oraz niszczenie taktycznych rakietowych pocisków balistycznych oraz głowic bojowych przeciwnika w najniższej części egzosfery – na początku ostatniej, terminalnej fazy ich lotu (Terminal Phase Defense). Działanie systemu opiera się na energii kinetycznej głowicy pocisku, poprzez bezpośrednie trafienie w cel (hit-to-kill). System THAAD został zaprojektowany do zwalczania pocisków balistycznych krótkiego i średniego zasięgu (w ograniczonym zakresie służyć może przeciwko pociskom międzykontynentalnym ICBM). Jak wszystkie systemy antybalistyczne fazy terminalnej, THAAD służy do obrony lokalnego obszaru – aglomeracji miejskich, jednostek wojskowych, zakładów przemysłowych i innych ważnych miejsc. Dzięki ponad dwustukilometrowemu zasięgowi może bronić niewielkich państw.
Budowa systemu jest koordynowana w Lockheed Martin Space Systems Company w zakładzie Pike County Facility w Troy w Alabamie, ale pracują nad nim także takie firmy Raytheon, Boeing, Pratt & Whitney Rocketdyne, Honeywell oraz BAE Systems.

## Budowa i działanie

Schemat pocisku THAAD

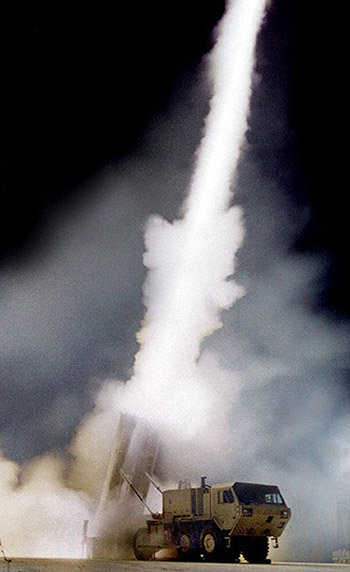
Strzał z wyrzutni THAAD

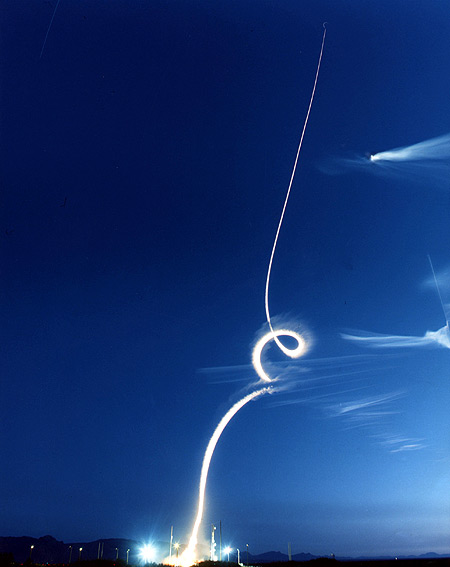
Wystrzał rakiety THAAD

Amerykańska bateria systemu THAAD składa się z 9 wyrzutni (na każdej 10 pocisków) zamontowanych na ciężarówce M1075 Oshkosh. Kontenery z centrum  dowodzenia, kontroli i łączności znajdują się na HMMWV. Bateria dysponuje też radarem AN/TPY-2 o powierzchni anteny 9,2 m² i zasięgu 1000 km. Centrum dowodzenia znajduje się 20 km od wyrzutni i komunikuje się z nimi poprzez łączność radiową. System THAAD wykorzystuje też satelity rozpoznania. Wyrzutnie THAAD mogą bronić obszar 150 razy większy niż przez taką samą liczbę Patriotów. Jednoczłonowa rakieta systemu THAAD napędzana silnikiem Pratt & Whitney Rocketdyne na paliwo stałe, niszczy cel (pocisk balistyczny) poprzez bezpośrednie trafienie jego głowicy bojowej (kill vehicle). Pocisk systemu THAAD naprowadzany jest na cel przez system radarowy współpracujący z systemem naziemnym. Ten ostatni, na bieżąco śledzi zarówno pozycje, prędkość i trajektorię lotu zarówno pocisku jak i celu – w czasie rzeczywistym przekazując rakiecie antybalistycznej wciąż uaktualniane dane o celu, jak i informacje o niezbędnych zmianach kursu.
Podstawowe dane pocisku:
| Wyrzutnia                                                   | Wyrzutnia |
| ----------------------------------------------------------- | --------- |
| Ilość wyrzutni M1075 na ciężarówce w 1 baterii:             | 9         |
| Długość samochodu z wyrzutnią:                              | 12 m      |
| Wysokość wyrzutni:                                          | 3,25 m    |
| Waga samochodu z w pełni załadowaną wyrzutnią:              | 40.000 kg |
| Ilość pocisków w jednej wyrzutni na samochodzie ciężarowym: | 10        |

## Historia prób systemu

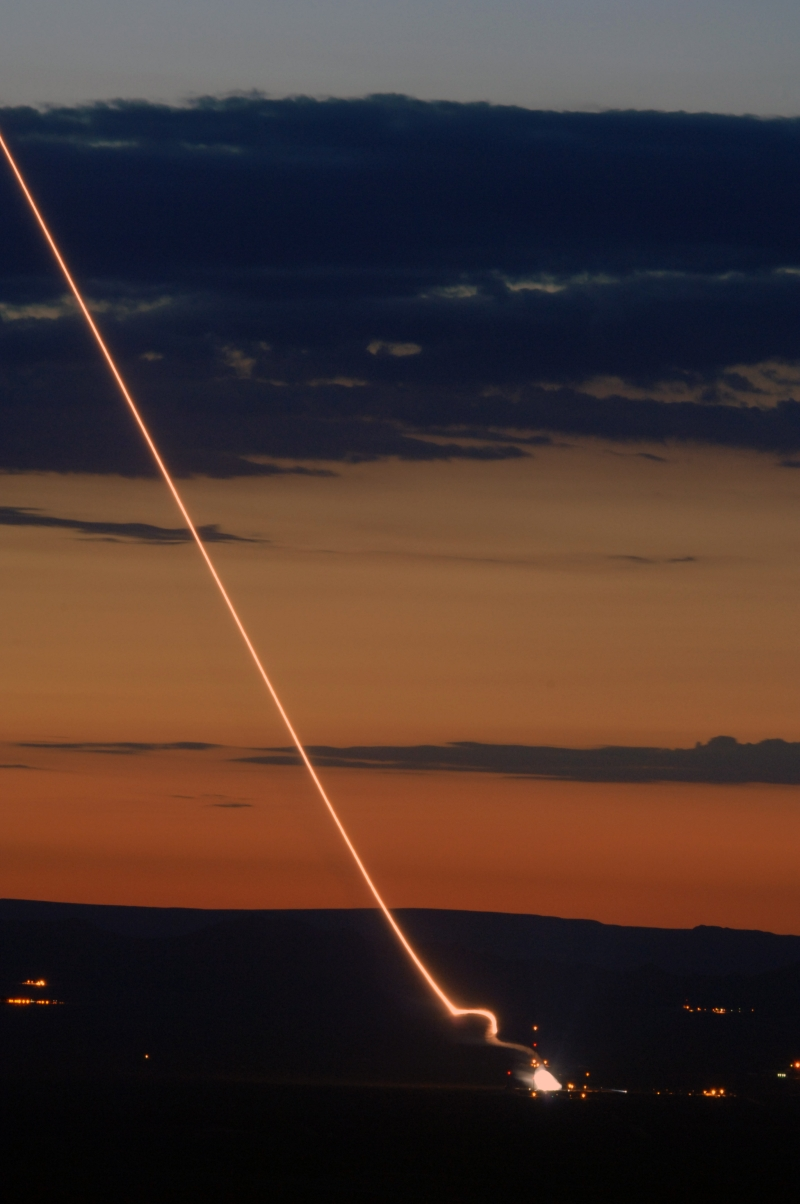
Strzał w ramach testu FT-14 z 12 lipca 2006 r.

| Nr testu    | Data                | Trafienie | Opis |
| ----------- | ------------------- | --------- | --- |
| FT-1        | 21.04.1995          | n/a       | Test silników oraz sensorów pojazdu niszczącego (kill vehicle) – przez obserwacje za ich pomocą księżyca i gwiazd. Bez użycia celu. |
| FT-2        | 31.07 lub 1.08.1995 | n/a       | Test pojazdu niszczącego, bez użycia celu. Test został przerwany z powodu zbyt szybkiego lotu pocisku. |
| FT-3        | 13.10.1995          | n/a       | Jako cel została użyta rakieta balistyczna Storm na trajektorii nadlatującej. Celem testu było sprawdzenie prawidłowości zbierania danych przez system wyszukiwania, natomiast pojazd niszczący został z góry zaprogramowany na minięcie celu w odległości ponad 20 metrów. Test w tym zakresie wypadł pomyślnie, jednakże zawiódł używany po raz pierwszy w realnych testach radar naziemny. |
| FT-4        | 13.12.1995          | N         | Jako cel została użyta rakieta Storm. Próba nie powiodła się z powodu błędu oprogramowania prowadzącego do przedwczesnych manewrów "kill vehicle" i w konsekwencji do wyczerpania się jego paliwa zanim głowica uderzeniowa zdołała dolecieć do celu. |
| FT-5        | 22.03.1996          | N         | Pojazd niszczący "kill vehicle" przestał odpowiadać na komendy po jego odłączeniu się od rakiety nośnej, co było spowodowane zerwaniem się kabla łączącego "kill vehicle" z jego modułami elektronicznymi, co spowodowało minięcie się głowicy z celem. Test Ft-5 był pierwszym testem wszystkich komponentów systemu THAAD, łącznie z systemami palet załadowczych. |
| FT-6        | 15.07.1996          | N         | Awaria systemu wyszukiwania, jednakże dokładna przyczyna do dziś nie jest znana. Najprawdopodobniejszym wytłumaczeniem jest obluzowanie się jednego z układów elektronicznych systemu wyszukiwania. Jako cel został użyty pocisk balistyczny Hera. |
| FT-7        | 06.03.1997          | N         | Zanieczyszczenie powierzchni połączeń elektrycznych w systemie kontroli kierunku i wysokości pojazdu "kill vehicle". |
| FT-8        | 12.05.1998          | N         | Zwarcie elektryczne w wyniku dostania się ciała obcego do systemu kontroli ciągu, spowodowało awarię silnika i utratę kontroli nad nim. Przed samym testem, urzędnicy Pentagonu obniżali oczekiwania wobec jego rezultatów, zapowiadając ze próba będzie sukcesem jeśli pocisk w ogóle wejdzie w fazę końcowego naprowadzania przed uderzeniem. Po nieudanym teście, niezadowoleni członkowie Kongresu USA głosowali w Senacie za obcięciem funduszy na rok 1999 o 253,9 milionów dolarów US i przeznaczeniem ich na tzw. czarne projekty. Ta decyzja zlikwidowała resztę pozostałych funduszy na rok fiskalny 1999 zagwarantowanych w kontrakcie dla Lockheed Martin. Kongres przegłosował również odpowiedzialność finansową Lockheed Martin za powodzenie przyszłych testów.                                                    |
| FT-9        | 29.03.1999          | N         | Zerwany został system kontroli ustawienia dyszy, co spowodowało wadliwe działanie silników manewrowych, przegrzanie komory spalania silnika, awarię systemu telemetrycznego (naprowadzania) i w konsekwencji minięcie się pocisku z celem. Lockheed Martin, z tytułu niepowodzenia testu, został ukarany karą 15 milionów dolarów USD. |
| FT-10       | 10.06.1999          | T         | Pierwsza udana próba zniszczenia celu, którym był symulujący lot rakiety Scud pocisk Hera. Zniszczenie pocisku-celu dokładnie nad celem jego głowicy. Próba ta była olbrzymim sukcesem, gdyż w planach prac nad systemem THAAD zakładano, że uda się to osiągnąć dopiero w 2007 roku. Zniszczenie celu nastąpiło na wysokości poniżej 96 km przy prędkości zarówno celu jak i pocisku przechwytującego jedynie poniżej 1,6 km/s. Cel nie miał oddzielającej się głowicy. |
| FT-11       | 02.08.1999          | T         | W razie niepowodzenia tej próby, Lockheedowi groziła kara 20 mln dolarów. I tym razem jednak, próba zakończyła się sukcesem. Zniszczenie celu – pocisku Hera – ponownie nastąpiło dokładnie nad jego celem, tym razem jednak w najwyższej warstwie atmosfery – w Egzosferze. Pojazd niszczący uderzył w czterometrowej długości "głowicę" po jej oddzieleniu się od rakiety nośnej. Po tej próbie Pentagon zdecydował się na pominięcie następnej próby systemu, przed zawarciem nowego kontraktu z Lockheedem (co ostatecznie nastąpiło 30 czerwca 2000) na sumę 4 mld dolarów. |
| FT-12/FTT-1 | 22.11.2005          | n/a       | Test bez użycia celu. Test służył wyłącznie ocenie zachowania rakiety w locie oraz działania naziemnych systemów kontroli lotu pocisku. |
| FT-13       | 11.05.2006          | T         | Test rozwojowy. Cele testu: - sprawdzenie integracji i współdziałania radaru, wyrzutni, systemu kontroli ognia i komunikacji oraz zdolności do niszczenia celu. - sprawdzenie systemów kontroli z ziemi nad pojazdem niszczącym (kill vehicle) w locie. - sprawdzenie kontroli parametrów lotu celu przez system śledzenia i naprowadzania pocisku. |
| FT-14       | 12.07.2006          | T         | Pocisk zniszczył cel ćwiczebny Hera. Cele testu jak w teście FT-13. |
| FT-15       | 26.01.2007          | T         | Cele testu, jak w teście FT-13. |
| FT-16       | 06.04.2007          | T         | Cele testu: - Sprawdzenie procedur startowych i wyposażenia. - Sprawdzenie skuteczności identyfikacji celów przez system wyszukiwania celu zainstalowany w poddawanym próbie pocisku. - Wykrywanie i niszczenie jednostopniowych celów napędzanych paliwem ciekłym. - Zniszczenie celu w atmosferze. - Test systemów kontroli ognia i komunikacji THAAD we współdziałaniu za pomocą łączności satelitarnej z symulowanym morskim systemem obrony anty balistycznej okrętu z systemem Aegis oraz z Dowództwem Kosmicznych i Morskich Systemów Wojennych w San Diego. Ten test dowiódł zdolności współdziałania systemu THAAD z pozostałymi elementami systemu obrony anty balistycznej Stanów Zjednoczonych (BMDS). - Sprawdzenie możliwości pocisku w końcowej fazie lotu. - Radarowa ocena uderzenia w cel. - Jak w teście FT-13. |
| FT-17       | 26.06.2007          | n/a       | Celem testu było ustalenie maksymalnej wysokości ataku jaki jest w stanie wykonać rakieta systemu THAAD. Test bez użycia celu. |
| FT-18       | 28.10.2007          | T         | Antyrakieta THAAD została wystrzelona z poligonu na wyspie Kauaʻi przez jednostkę US Army's 6th Air Defense Artillery Brigade. Rakieta THAAD zniszczyła cel ćwiczebny imitujący pocisk Scud. Do zderzenia anty pocisku doszło poniżej minuty od osiągnięcia celu przez rakietę balistyczną Scud. |

n/a – celem próby nie było przechwycenie rakiety

## NTW-THAAD

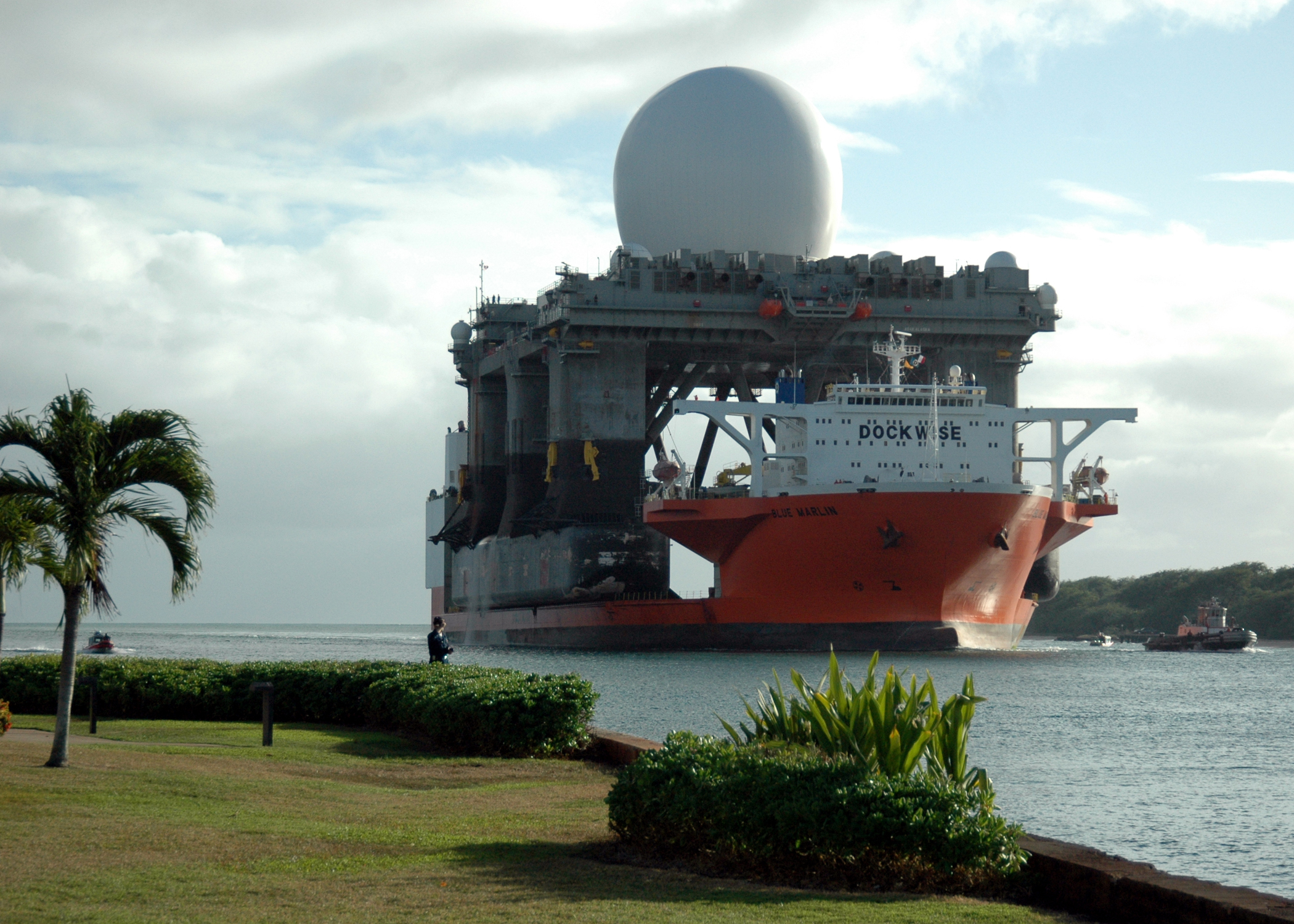
Radar SBX wpływa do Pearl Harbor w drodze na Alaskę (styczeń 2006).

W 2015 r. planuje się zintegrować naziemny system przeciwrakietowy THAAD z morskim systemem obrony przed pociskami balistycznymi morskiego teatru działań (ang. Navy Theater-Wide Theater Ballistic Missile Defense) NTW, co da naziemno-morski system obrony antyrakietowej NTW-THAAD. Nowy system będzie rdzeniem globalnej "tarczy antyrakietowej". System NTW  będzie się składał z niszczycieli rakietowych DD(X) i uniwersalnych atomowych krążowników rakietowych typu CG(X) wyposażonych w nowy radar antybalistyczny BMD (Balistic Missile Defense), i uzbrojonych w antyrakiety z serii Standard: SM-6 ERAM oraz SM-3 Block IIA i Kinetic Energy Interceptor (KEI) wyposażonych w Multiple Kill Vehicle (MKV).  Jak i z nowych fregat Littoral combat ship (LCS) też wyposażonych w pociski SM-6 ERAM, oraz najprawdopodobniej także nowy transportowców typu San Antonio czy atomowych okrętów podwodnych typu Ohio wyposażonych w KEI. Oraz z radaru bazowania morskiego pracująceg w paśmie X (ang. Sea-Based X-Band Radar) SBX.  Rakiety SM-3 niszczą pociski balistyczne na zasadzie hit-to-kill w specjalnej wersji LEAP (Lightweight Exo-Atmospheric Projectile). Na początku 2007 r. US Navy posiadała 19 pocisków SM-3 na koniec tego roku miały ich 21, a docelowo w 2014 będą posiadać 132 takie rakiet. Niewątpliwie zaletą systemu NTW jest to, że dzięki zainstalowaniu broni antyrakietowej na okrętach, system obrony antybalistyczny ma większy zasięg, a środki przeciwdziałania mogą się znaleźć bliżej wyrzutni wroga.

## System THAAD w Polsce
W ramach publicznej debaty nad amerykańską propozycją instalacji tzw. tarczy antyrakietowej w Polsce,  w polskiej prasie pojawiały się opinie iż w zamian za zgodę na jej instalację, Polska może domagać się dostarczenia sobie zestawów THAAD.
W ramach tej samej debaty, ze strony amerykańskich urzędników średniego szczebla w Pentagonie, jak i ambasadora USA w Polsce, padały nieoficjalne sugestie, iż dwie baterie systemu THAAD w Polsce (jedna w okolicach Krakowa, druga zaś niedaleko Gdańska) zapewniłyby Polsce ochronę całego kraju przed atakiem rakietami balistycznymi średniego i krótkiego zasięgu.